# 응용 계층
응용 계층(영어: application layer)은 통신망에서 호스트가 사용하는 공유 통신 프로토콜과 인터페이스 방식을 지정하는 추상화 계층이다. 응용 계층 추상화는 인터넷 프로토콜 스위트(TCP/IP)와 OSI 모형 모두에서 지정된다. 두 모델 모두 각각의 최상위 계층에 대해 동일한 용어를 사용하지만, 상세 정의와 목적은 다르다.

## 인터넷 프로토콜 스위트
인터넷 프로토콜 스위트에서 응용 계층은 인터넷 프로토콜(IP) 컴퓨터 네트워크에서 프로세스 간 통신에 사용되는 통신 프로토콜과 인터페이스 방식을 포함한다. 응용 계층은 통신만 표준화하고, 클라이언트-서버 또는 P2P 네트워킹 모델에서 호스트 간 데이터 전송 채널을 설정하고 데이터 교환을 관리하기 위해 하위 전송 계층 프로토콜에 의존한다. TCP/IP 응용 계층은 응용 프로그램이 통신할 때 고려해야 할 특정 규칙이나 데이터 형식을 설명하지 않지만, 원래 사양(RFC 1123에 있음)은 응용 프로그램 설계에 견고함의 원칙을 권장하고 의존한다.

## OSI 모형
OSI 모형에서 응용 계층의 정의는 범위가 더 좁다. OSI 모형은 응용 계층을 호스트 기반 및 사용자 대면 응용 프로그램과의 통신을 담당하는 인터페이스로만 정의한다. OSI는 또한 두 개의 추가 계층인 세션 계층과 표현 계층의 기능을 응용 계층 아래, 전송 계층 위에 별도의 수준으로 명시적으로 구분한다. OSI는 이러한 계층에서 기능의 엄격한 모듈식 분리를 지정하고 각 계층에 대한 프로토콜 구현을 제공한다. 이와 대조적으로, 인터넷 프로토콜 스위트는 이러한 기능을 단일 계층으로 통합한다.

### 하위 계층
원래 OSI 모델은 관련 프로토콜을 가진 두 가지 유형의 응용 계층 서비스를 포함했다. 이 두 하위 계층은 공통 응용 서비스 요소(CASE)와 특정 응용 서비스 요소(SASE)이다. 일반적으로 응용 계층 프로토콜은 여러 응용 서비스 요소의 기능을 사용하여 구현된다. 일부 응용 서비스 요소는 사용 가능한 세션 서비스의 버전에 따라 다른 절차를 호출한다.

#### CASE
공통 응용 서비스 요소 하위 계층은 응용 계층에 서비스를 제공하고 세션 계층으로부터 서비스를 요청한다.
다음과 같은 공통 응용 서비스에 대한 지원을 제공한다.
- ACSE (Association Control Service Element)[11]
- ROSE (Remote Operation Service Element)
- CCR (Commitment Concurrency and Recovery)
- RTSE (Reliable Transfer Service Element)

#### SASE
특정 응용 서비스 요소 하위 계층은 다음과 같은 응용 프로그램별 서비스(프로토콜)를 제공한다.
- FTAM (File Transfer, Access and Manager)
- VT (Virtual Terminal)
- MOTIS (Message Oriented Text Interchange Standard)
- CMIP (Common Management Information Protocol)
- JTM (Job Transfer and Manipulation)[14]
- MMS (Manufacturing Messaging Specification)
- RDA (Remote Database Access)
- DTP (Distributed Transaction Processing)

## 프로토콜
인터넷 프로토콜 스위트의 응용 계층에 대한 IETF 정의 문서는 RFC 1123이다. 이 문서는 초기 인터넷 기능의 주요 측면을 다루는 초기 프로토콜 세트를 제공했다.
- 하이퍼텍스트 문서: HTTP
- 호스트 원격 로그인: 텔넷, 시큐어 셸
- 파일 전송: 파일 전송 프로토콜, TFTP
- 전자 메일 전송: 간이 우편 전송 프로토콜
- 네트워킹 지원: 도메인 네임 시스템
- 호스트 초기화: BOOTP
- 원격 호스트 관리: 간이 망 관리 프로토콜, TCP를 통한 Common Management Information Protocol (CMOT)

### 예시
추가적인 주요 응용 계층 프로토콜은 다음과 같다.
- 9P, 플랜 9 (운영체제) 분산 파일 시스템 프로토콜
- AFP, 애플 파일링 프로토콜
- APPC, Advanced Program-to-Program Communication
- AMQP, AMQP
- Atom Publishing Protocol
- BEEP, Block Extensible Exchange Protocol
- 비트코인
- 비트토렌트
- CFDP, Coherent File Distribution Protocol
- CoAP, CoAP
- DDS, 데이터 분산 서비스
- DeviceNet
- 도메인 네임 시스템, Domain Name Services
- 이동키
- ENRP, Endpoint Handlespace Redundancy Protocol
- FastTrack (카자, 그록스터, 아이메시)
- 핑거, 사용자 정보 프로토콜
- 프리넷
- FTAM, 파일 전송, 접근 및 관리
- FTP, 파일 전송 프로토콜
- 제미니, 제미니 프로토콜
- 고퍼, 고퍼 (프로토콜)
- HL7, 헬스 레벨 세븐
- HTTP, HTTP
- Hypercore, 이전 dat://
- H.323, 패킷 기반 멀티미디어 통신 시스템
- 인터넷 메시지 접속 프로토콜, Internet Message Access Protocol
- IRC, IRC
- IPFS, InterPlanetary File System
- 카뎀리아
- LDAP, LDAP
- LPD, Line Printer Daemon Protocol
- MIME (S-MIME), MIME 및 Secure MIME
- 모드버스
- MQTT 프로토콜
- Netconf
- NFS, 네트워크 파일 시스템
- NIS, 네트워크 정보 서비스
- NNTP, NNTP
- NTCIP, National Transportation Communications for Intelligent Transportation System Protocol
- NTP, 네트워크 타임 프로토콜
- OSCAR, AOL Instant Messenger Protocol
- POP, 포스트 오피스 프로토콜
- PNRP, Peer Name Resolution Protocol
- RDP, 원격 데스크톱 프로토콜
- RELP, Reliable Event Logging Protocol
- RFB, Remote Framebuffer Protocol
- Rlogin, UNIX 시스템의 원격 로그인
- RPC, 원격 프로시저 호출
- RTMP, Real Time Messaging Protocol
- RTP, 실시간 전송 프로토콜
- RTPS, Real Time Publish Subscribe
- RTSP, 실시간 스트리밍 프로토콜
- SAP, 세션 공지 프로토콜
- SDP, 세션 기술 프로토콜
- SIP, 세션 개시 프로토콜
- SLP, 서비스 위치 프로토콜
- SMB, 서버 메시지 블록
- SMTP, 간이 우편 전송 프로토콜
- SNTP, Simple Network Time Protocol
- SSH, 시큐어 셸
- SSMS, Secure SMS Messaging Protocol
- TCAP, Transaction Capabilities Application Part
- TDS, Tabular Data Stream
- Tor
- 톡스
- TSP, Time Stamp Protocol
- VTP, Virtual Terminal Protocol
- Whois (및 RWhois), 원격 디렉터리 접근 프로토콜
- WebDAV
- WebRTC
- 웹소켓
- X.400, 메시지 처리 서비스 프로토콜
- X.500, 디렉터리 접근 프로토콜 (DAP)
- XMPP, 확장형 메시징 및 현재 상태 프로토콜
- Z39.50